# Saint-Michel-de-Lapujade
Saint-Michel-de-Lapujade – miejscowość i gmina we Francji, w regionie Nowa Akwitania, w departamencie Żyronda.
Według danych na rok 1990 gminę zamieszkiwały 222 osoby, a gęstość zaludnienia wynosiła 30 osób/km² (wśród 2290 gmin Akwitanii Saint-Michel-de-Lapujade plasuje się na 955. miejscu pod względem liczby ludności, natomiast pod względem powierzchni na miejscu 1248.).
Urodził tu się arcybiskup Hangzhou Jean-Joseph-Georges Deymier.